# Kolegiata św. Piotra w Leuven
Artykuł ten został zgłoszony do umieszczenia na stronie głównej w rubryce „Czy wiesz”.
Pomóż nam go sprawdzić: oceń zgłoszoną nominację.
Kolegiata św. Piotra (nid. Collegiale Sint-Pieterskerk) – gotycka świątynia rzymskokatolicka znajdująca się w belgijskim mieście Leuven.
W 1999 roku świątynię wpisano na listę światowego dziedzictwa UNESCO jako część punktu Miejskie wieże strażnicze we Flandrii, Walonii i północnej Francji.

## Historia
Badania archeologiczne wskazują, iż kościół w tym miejscu znajdował się już na początku XI wieku. Jego fundatorem był prawdopodobnie hrabia Lambert I. W 1015 hrabia powołał piętnastu kanoników, a w 1054 świątynia uzyskała godność kolegiaty. Świątynia była wówczas ważnym obiektem w administracji miejskiej, siedmiu radnych miejskich powoływano spośród tzw. Petermannen zamieszkujacych najbliższe okolice świątyni. Od 1253 siedzibą rady miasta był budynek znajdujący się na przykościelnym cmentarzu, który pełnił tę funkcję do najpóźniej 1345 roku (miejscem obrad były następnie domy patrycjuszy, a od 1439 siedzibą był znajdujący się przy kościele późnogotycki ratusz). W romańskim westwerku ulokowano z kolei archiwum miejskie, co uzasadnia skalę projektu późniejszej, gotyckiej fasady. Prestiż kościoła i kapituły wzrósł po powołaniu Katolickiego Uniwersytetu Lowańskiego, kanonicy byli często jego wykładowcami, a prepozyt pełnił funkcję kanclerza uczelni.
Budowę gotyckiego kościoła rozpoczęto między 1400 a 1425. W 1434 zakończono budowę prezbiterium pod okiem mistrza budowlanego Sulpitiusa van Vorsta i założono fundamenty pod budowę transeptu. Po śmierci van Vorsta w 1439 nadzór nad pracami przejął zmarły w 1445 Jan II Keldermans, a w 1448 – Matthijs de Layens, który kierował nimi przez kolejne 35 lat. Między 1440 a 1450 rozpoczęto budowę korpusu nawowego, który ukończono najpóźniej w 1499. Za rok ukończenia budowy transeptu przyjmuje się rok 1475, przy czym według Alfonsine Maesschalck i Josa Viaenego transept już w 1453 był przykryty dachem, lecz wciąż nie był przesklepiony. W 1458 zachodnia część świątyni wraz z romańskim westwerkiem została zniszczona przez pożar, lecz szkody szybko naprawiono, a w 1459 wzniesiono nową sygnaturkę nad skrzyżowaniem naw. W latach 1488–1490 wybudowano lektorium, a w 1497 rozpoczęto budowę nigdy nieukończonego portalu południowego wg planów Alaerta du Hamela. 
Wstępny projekt budowy nowej fasady przedstawiono w 1481. Ostateczny plan, autorstwa Joosa Metsysa, zatwierdzono w 1505, a w 1507 wmurowano kamień węgielny pod jej budowę. W 1524 Metsys sporządził kamienny model planowanej fasady, eksponowany w południowym ramieniu transeptu. Planował on dwie boczne wieże o wysokości 136 metrów i najwyższą, centralną, wysoką na 168 metrów. Budowę przerwano w 1541 z powodu niestabilnego podłoża i kłopotów finansowych, po osiągnięciu wysokości 50 m. W 1570 część konstrukcji zawaliła się, a w 1613 obniżono ją do obecnej wysokości ze względów bezpieczeństwa. W latach 1726–1727 wzniesiono nową, barokową sygnaturkę, na której zainstalowano carillon.
W 1797 kapituła została rozwiązana przez administrację francuską, a XIX wieku borykająca się z problemami finansowymi wspólnota zmuszona była sprzedać część wyposażenia. W 1833 wyremontowano lektorium, w latach 1851–1867 odrestaurowano zachodnią część kościoła, a w 1860 rozpoczęto usuwanie tynków z wnętrza świątyni. Podczas kolejnej renowacji z lat 1890–1913, kierowanej przez Pierre’a Langerocka, podwyższono przypory i łuki przyporowe, dekorując je niszami na rzeźby i żabkami. Ściany naw bocznych zwieńczono z kolei maswerkową balustradą. W 1900 w kaplicy bocznej pw. św. Anny odkryto XV-wieczny fresk z przedstawieniem dwunastu aniołów. Między 1858 a 1914 rozebrano większość domów otaczających kościół, zachowując tylko te przy południowej nawie.
Świątynia została uszkodzona podczas pożaru miasta z 25 sierpnia 1914, spłonęły fasada, południowe ramię transeptu i więźba dachowa, zniszczone zostało wyposażenie nawy południowej. Zniszczenia I wojny światowej naprawiono w latach 1924–1930, wzniesiono m.in. nową, stalową konstrukcję dachu, a nad skrzyżowaniem naw wzniesiono nową, neogotycką sygnaturkę, wzorowaną na ikonograficznych przedstawieniach ukazujących jej gotycki wygląd. Podczas prac nad instalacją systemu ogrzewania odkryto pozostałości romańskiego westwerku, ślady dawnych polichromii i malowideł sufitowych.
Kościół został ponownie zniszczony podczas bombardowania w maju 1944. Największym zniszczeniom uległo północne ramię transeptu oraz budynek mieszczący zakrystię i kapitularz. Świątynię odbudowano w latach 1954–1963. Badania archeologiczne z 1956 ukazały pozostałości romańskiego prezbiterium i transeptu oraz kryptę na planie koła. W latach 1986–1992 odrestaurowano zachodnią część, a w latach 1994–1998 – prezbiterium i nieukończony południowy portal. W prezbiterium utworzono wystawę sztuki średniowiecznej Schatkamer van Sint-Pieter (pl. Skarbiec św. Piotra). W 1999 kościół wpisano na listę światowego dziedzictwa UNESCO jako część punktu Miejskie wieże strażnicze we Flandrii, Walonii i północnej Francji.

## Architektura i wyposażenie
Świątynia gotycka, trójnawowa, o układzie bazylikowym, z transeptem i prezbiterium otoczonym obejściem. Do naw i prezbiterium dostawiono płytkie, prostokątne kaplice zwieńczone szczytami i neogotycką, maswerkową balustradą. Nad skrzyżowaniem naw wznosi się neogotycka sygnaturka. Od zachodu do świątyni dostawiona jest nieukończona fasada. Południowe ramię transeptu wzbogacone jest o nieukończony, późnogotycki portal, szczyt z zegarem oraz wieżyczkę schodową z dzwonem wybijającym godziny, zainstalowanym w 1998. Od północy do prezbiterium dobudowano budynek mieszczący zakrystię i kapitularz. Prezbiterium jest oddzielone od reszty kościoła za pomocą lektorium. Rzeźby je zdobiące usunięto podczas rewolucji francuskiej, a nowe wykonano w XIX wieku.
W prezbiterium znajduje się nagrobek księcia Brabancji Henryka I, a w kaplicy św. Andrzeja do północnej części obejścia pochowano jego żonę Matyldę i córkę, cesarzową Marię. Wnętrze zdobi również gotyckie sakramentarium o wysokości 12 metrów z ok. 1450. Częściowo zachowały się gotyckie stalle z lat 1438–1442 (w 1803 zdemontowano 66 z pierwotnych 96 miejsc). W kaplicach obejścia przechowywane są dwa XV-wieczne tryptyki autorstwa Dirka Boutsa: Ostatnia Wieczerza i Męczeństwo św. Erazma. Przy ostatnim filarze nawy głównej po północnej stronie ustawiono figurę siedzącej na tronie Matki Bożej z Dzieciątkiem (motyw Sedes Sapientiae), patronki miejscowego uniwersytetu. Barokową ambonę wykonał w 1742 Jacques Bergé, przeniesiono ją w 1807 z opactwa w Ninove. O ile w północnych kaplicach zachowało się bogate, barokowe wyposażenie, o tyle południowe kaplice są znacznie skromniejsze, gdyż cały ich wystrój został zniszczony podczas pożaru w 1914. W kaplicy pod północną wieżą ustawiono XV-wieczną chrzcielnicę, jej neogotycki baldachim wykonano w 1954. Organy wykonał w 1935 Maurice Delmotte na potrzeby wystawy światowej w Brukseli, nabyto je w 1951, a 2 września 1951 miała miejsce ich inauguracja. Instrument wyremontowano w 2019. Na wieży kościoła zawieszono 49-dzwonowy carillon o wadze 17 335 kg.

## Galeria

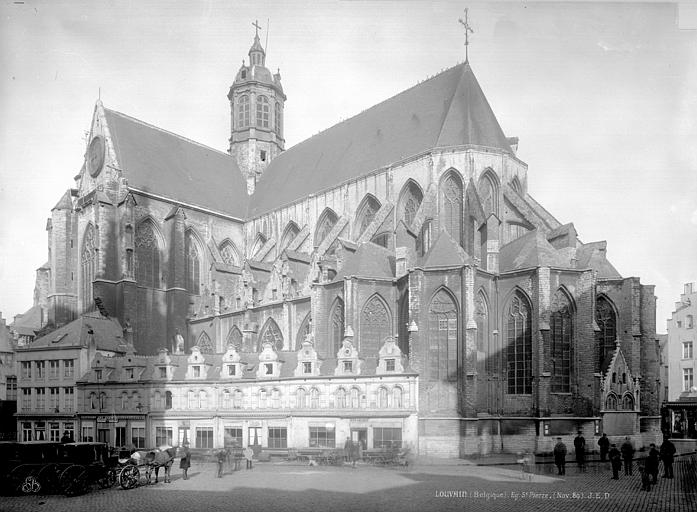
Widok przed I wojną światową, widoczna barokowa sygnaturka i kamienice otaczające kościół
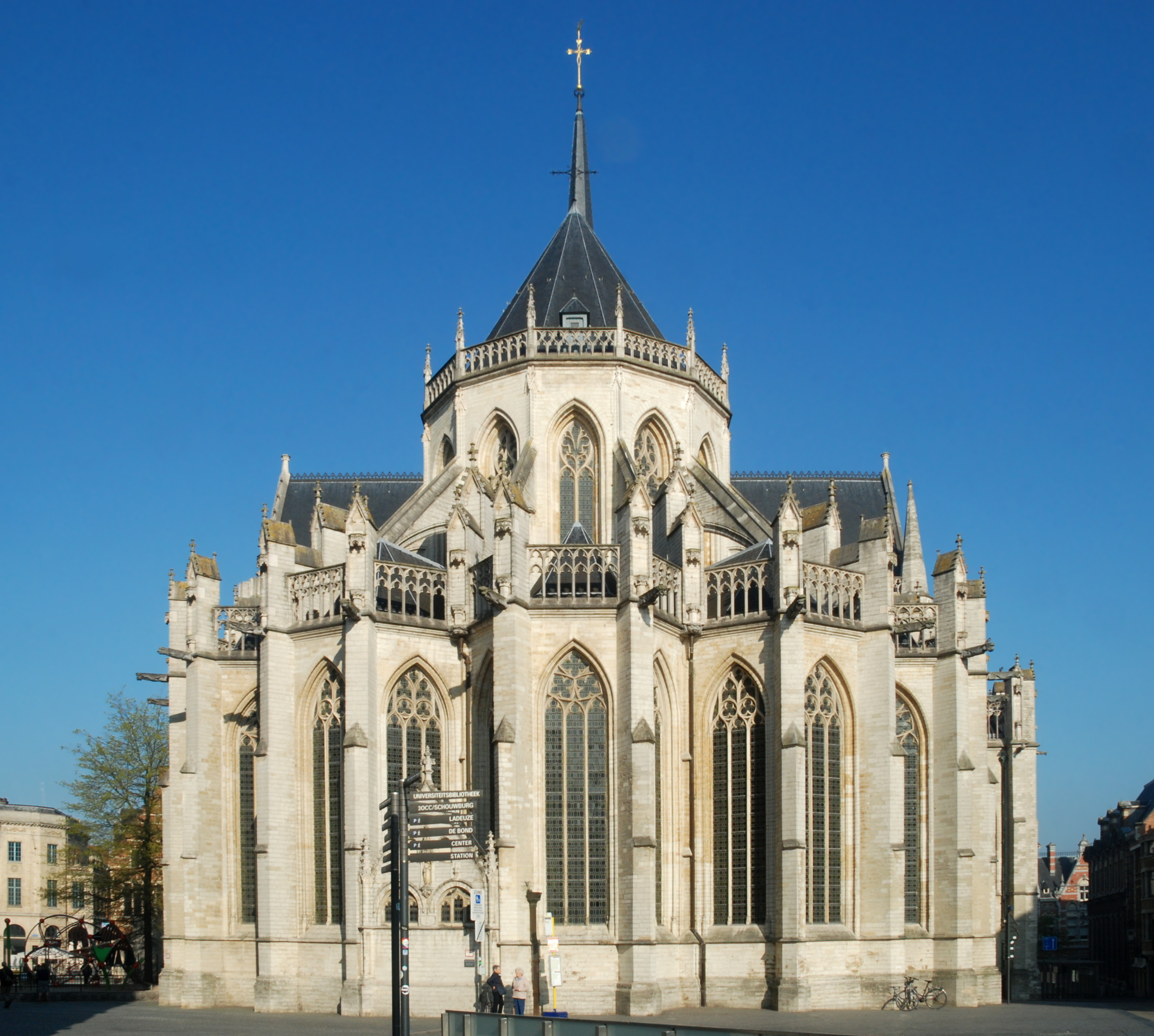
Prezbiterium z obejściem
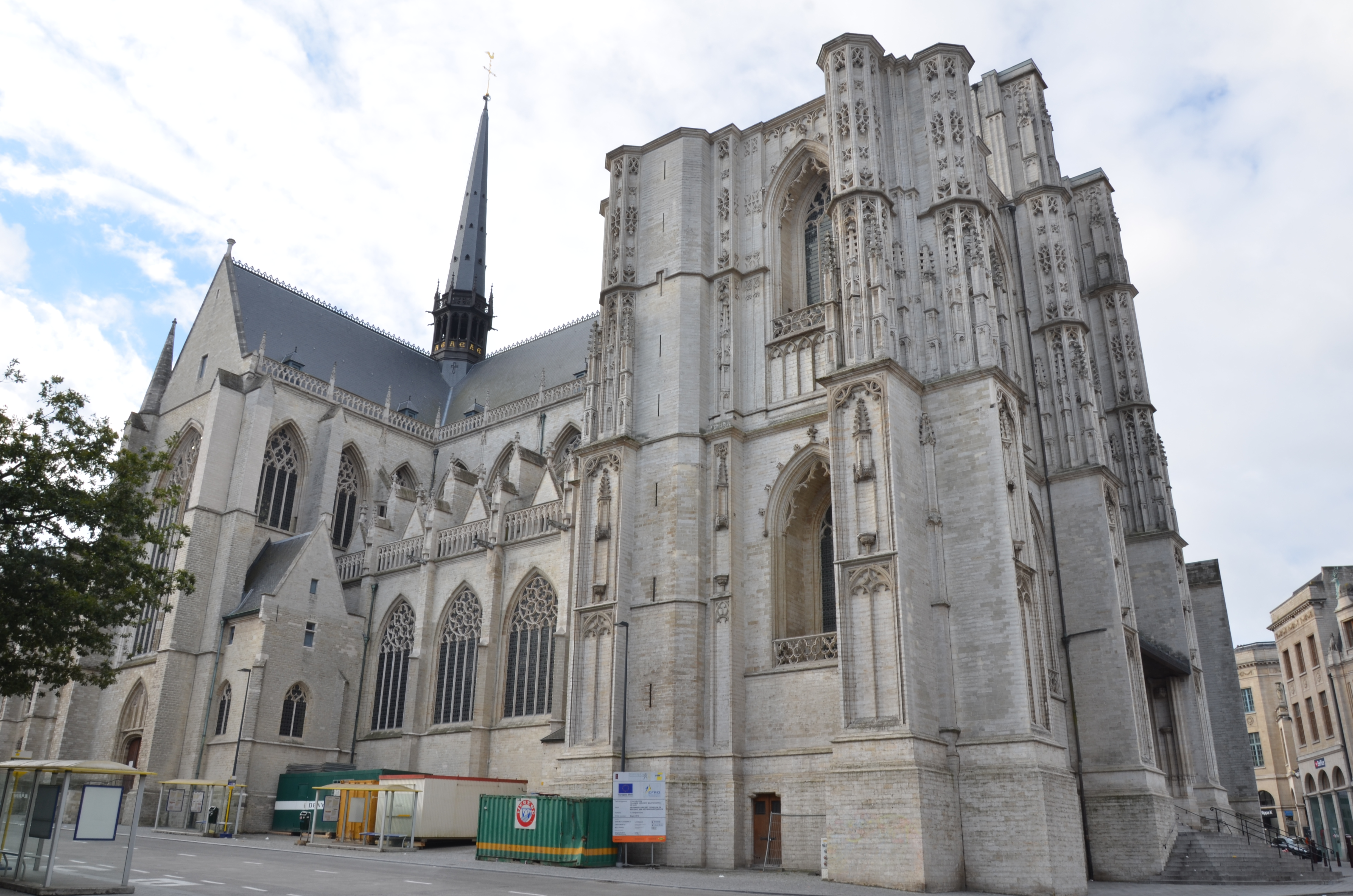
Widok z północy
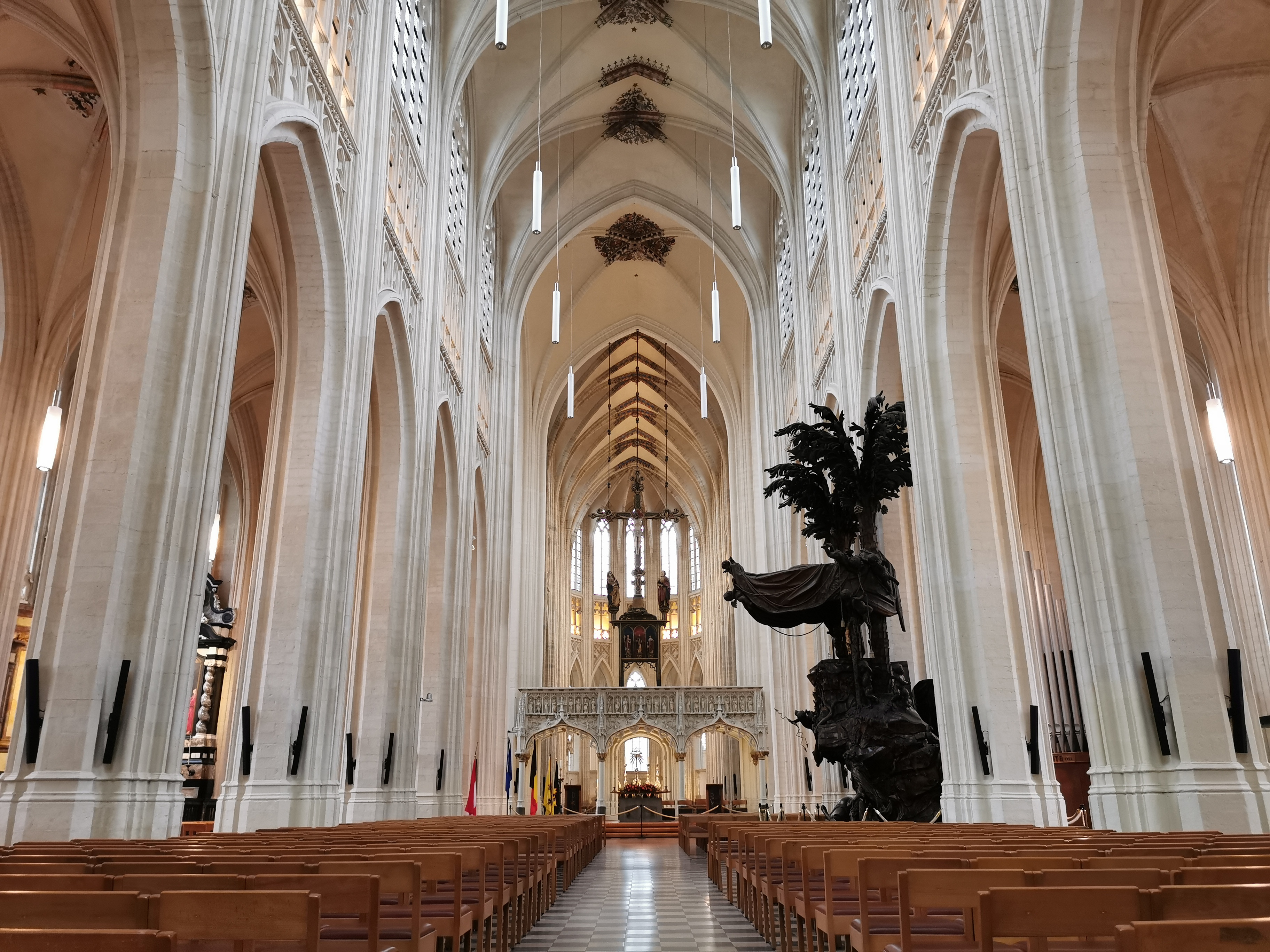
Wnętrze
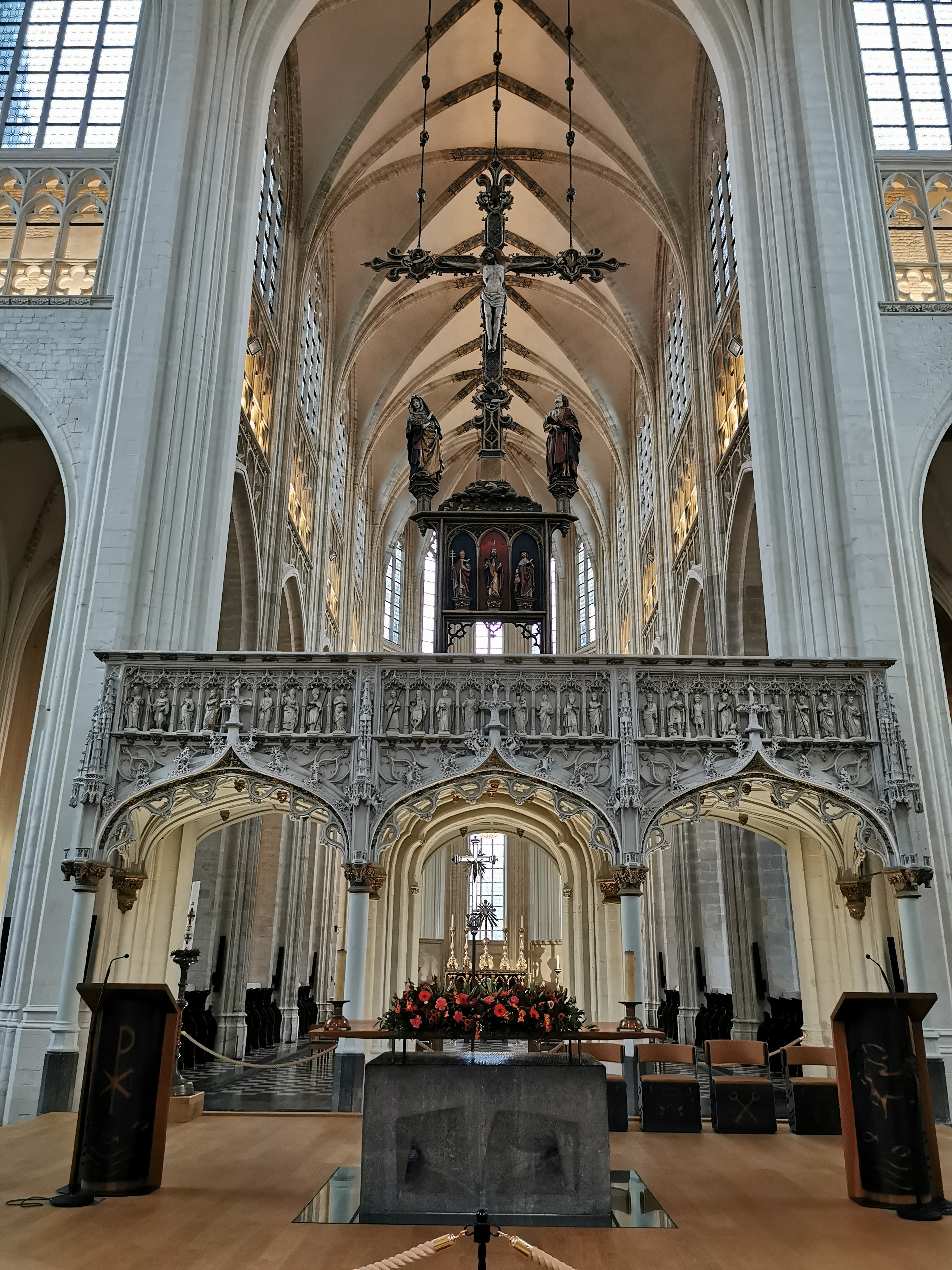
Lektorium
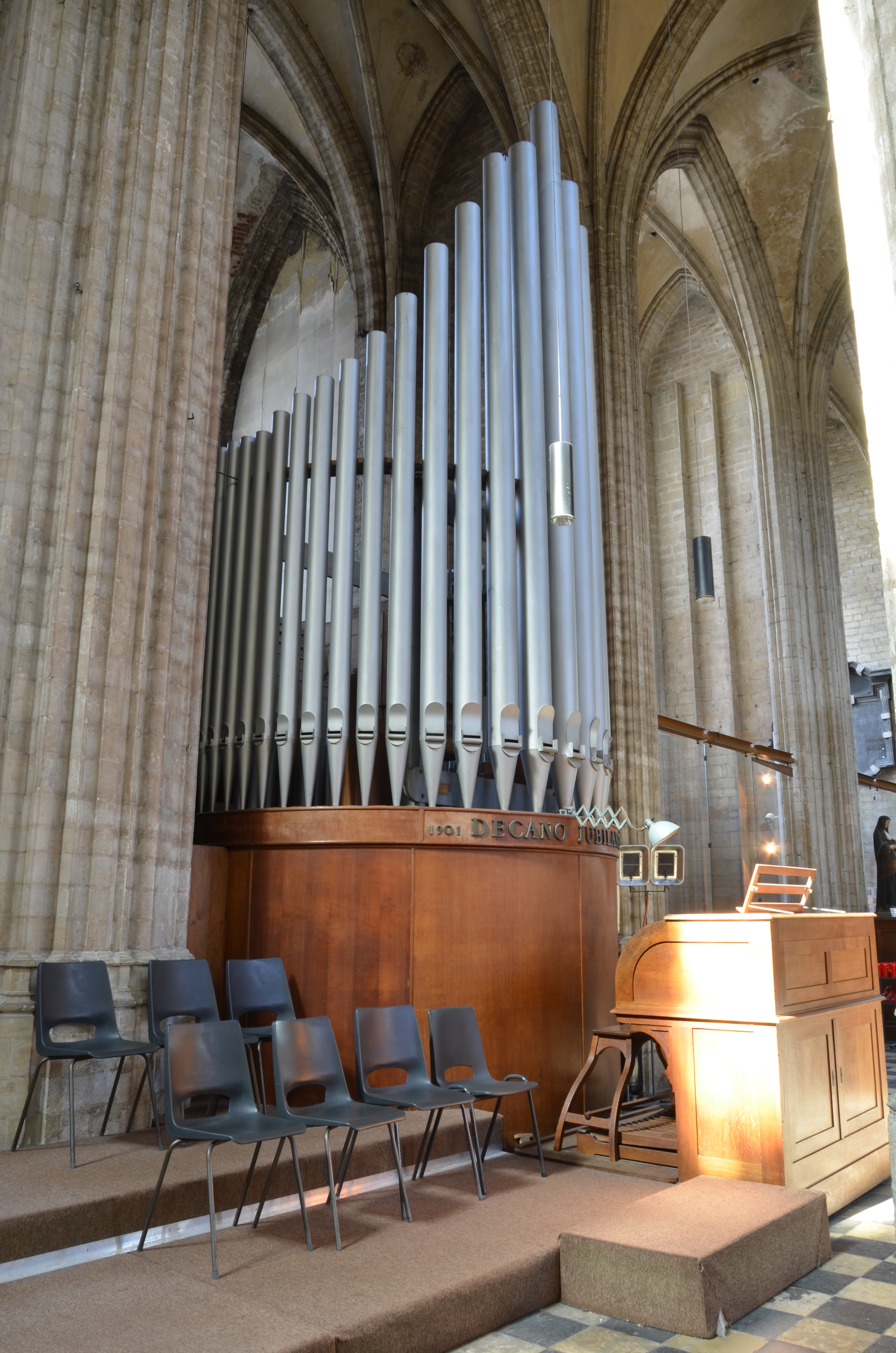
Organy
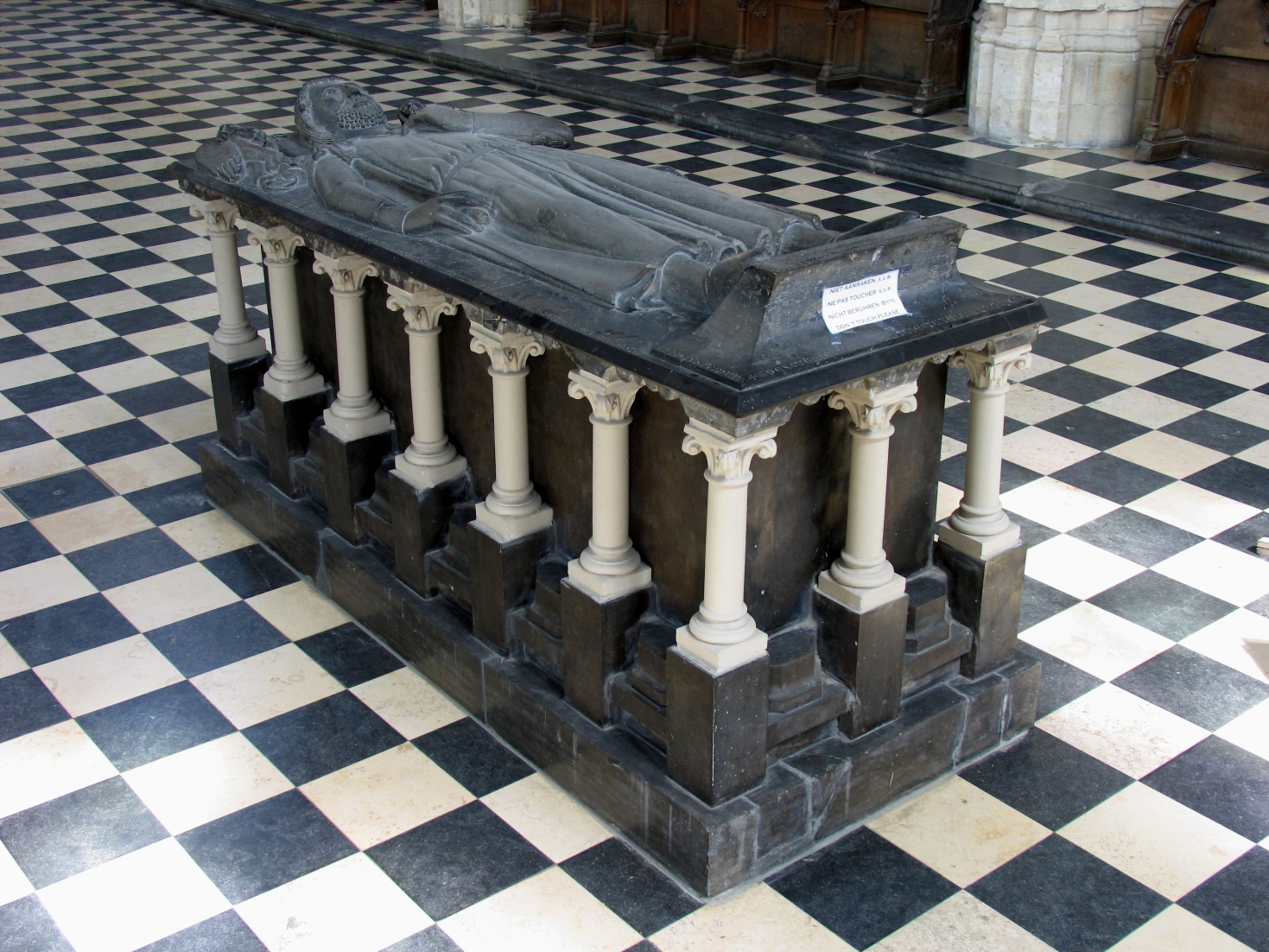
Nagrobek Henryka I